# いとう菜のは
いとう菜のは（いとう なのは）は愛知県出身の日本の脚本家。株式会社アンドリーム所属。シナリオ・センターで脚本について学ぶ。2019年に「蜘蛛の糸」で橋田賞新人脚本賞受賞など、受賞多数。代表作は「おいしくて泣くとき」「きよしこ」「週末旅の極意」「ダブルチート」他。

## 作品

### テレビドラマ
- 西から吹く優しい風（2012年）
- おかえり 〜とこわかの町・伊勢〜（2020年）
- FBS福岡放送局開局50周年記念ドラマ『天国からのラブソング』（2020年）
- メンズ校 （2020年、テレビ東京）
- いってきます！〜岐阜・飛騨 古川やんちゃ物語〜（2021年、東海テレビ）
- きよしこ（2021年、NHK）
- 我が家の夏〜リバー・サイド・ファミリー〜（2021、東海テレビ）
- ごほうびごはん（2021、BSテレビ東京）
- 家族の写真（2022、東海テレビ）
- ユーチューバーに娘はやらん!（2022、テレビ東京）
- 受付のジョー（2022、日本テレビ）
- いぶり暮らし（2022、BS松竹東急）
- さよならの向う側（2022、読売テレビ）
- しょうもない僕らの恋愛論　（2023、読売テレビ）
- ひとひらの初恋（2023、テレビ東京）
- 週末旅の極意〜夫婦ってそんな簡単じゃないもの〜（2023、テレビ東京）
- 我が家の夢 〜WRCと恋のかけ橋〜（2023、東海テレビ）
- SHUT UP（2023、テレビ東京）
- ジャンヌの裁き（2024、テレビ東京）
- ダブルチート 偽りの警官 Season１（2024、テレビ東京）
- 焼いてるふたり（2024、読売テレビ）
- D&D〜医者と刑事の捜査線〜（2024、テレビ東京）
- 週末旅の極意2（2025、テレビ東京）
- 霧尾ファンクラブ（2025、中京テレビ）
- パラレル夫婦 死んだ"僕と妻"の真実 （2025、関西テレビ）

### 映画
- 佐賀県唐津市PRショートムービー『青よりも青い青』『風になる』（2012）
- 笑門来福〈あいち国際女性映画祭銀賞受賞〉（2014）
- 函館珈琲（大阪アジアン映画祭・ドイツNIPPON CONECTION正式出品・函館港イルミナシオン映画祭グランプリ受賞作品）（2016）
- mama（2019）
- 輝け星くず（2024）
- フグとタコと僕らのミライ（2024）
- おいしくて泣くとき（2025）